# BAM Ge 4/4
De Ge 4/4 is een elektrische locomotief van de Transports de la région Morges–Bière–Cossonay (MBC). De MBC is in juni 2003 vernoemd in Chemin de fer Bière-Apples-Morges (BAM).

## Geschiedenis
Deze locomotieven werden in de jaren 1990 door Schweizerische Lokomotiv- und Maschinenfabrik (SLM) en Asea Brown Boveri (ABB) ontwikkeld en gebouwd voor de Rhätische Bahn (RhB) als Ge 4/4 III, de Transports de la région Morges–Bière–Cossonay (MBC) als Ge 4/4 en de Montreux–Berner Oberland-Bahn (MOB) als Ge 4/4.
De BAM aangeschaft voor het scholierenvervoer en het goederenvervoer van hout en suikerbieten.

## Constructie en techniek
De locomotieven zijn opgebouwd met een lichtstalen frame. De locomotief is voorzien van met GTO thyristors gestuurde driefasige asynchrone motoren. De techniek van deze locomotief is afgeleid van de in 1989 ontwikkelde locomotieven voor de Schweizerische Bundesbahnen van het type Re 450.
Naast de GF-koppeling voor smalspoor werden aan beide zijden van de locomotief buffers en schroefkoppelingen geplaatst voor het vervoer van normaalspoorgoederenwagens op rolbokken.

### Namen
- 21: La Morges
- 22: La Venoge

## Treindienst
De locomotieven werden door de Chemin de fer Bière-Apples-Morges (BAM) ingezet op de volgende traject:
- Morges – Bière

## Foto's

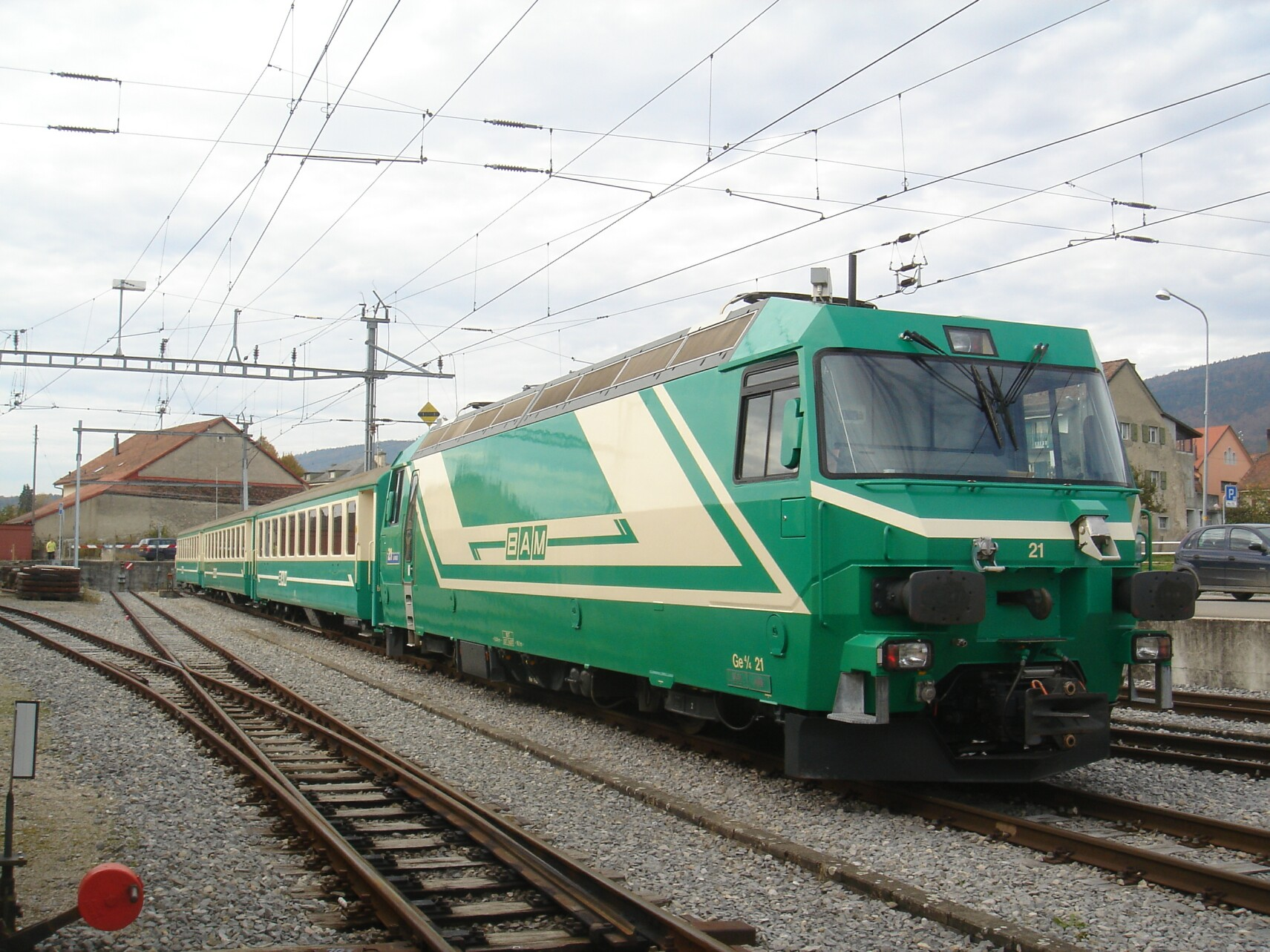
Ge 4/4 21, B 61, 63 en 62 op 31 oktober 2006 te Bière
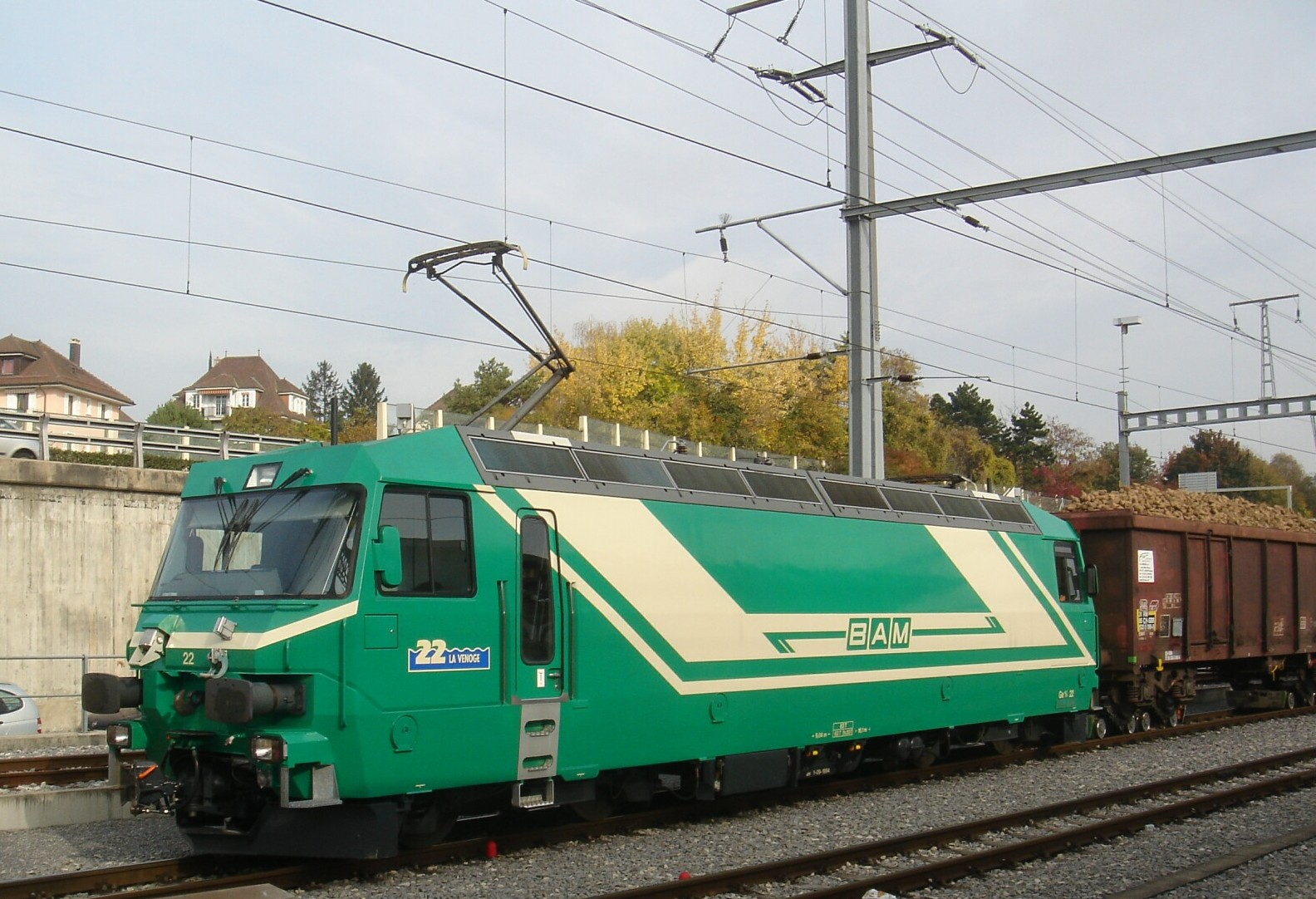
Ge 22 31 oktober 2006 te Morges
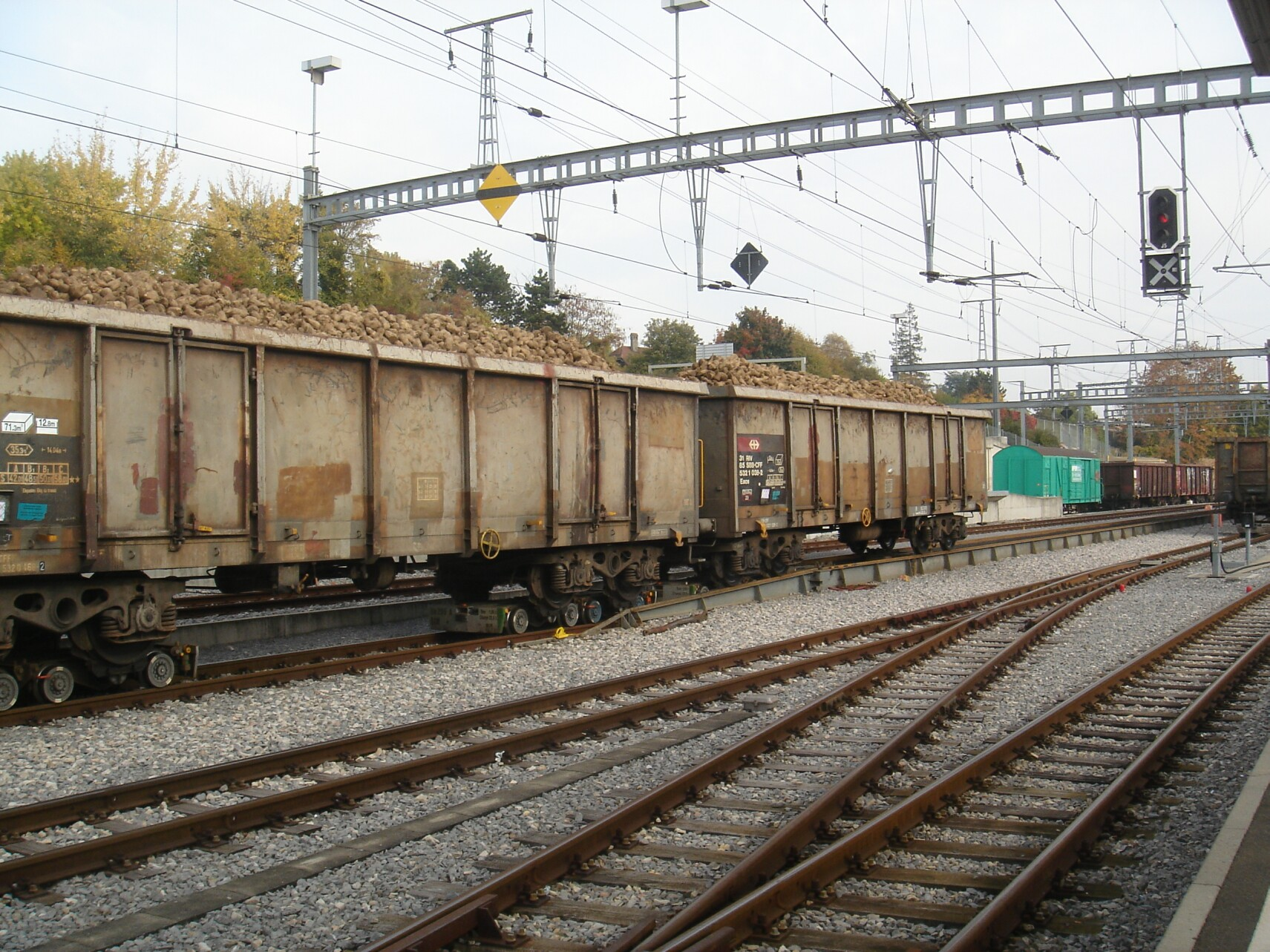
Goedernwagens met suikerbieten op rolbokken op 31 oktober 2006 te Morges
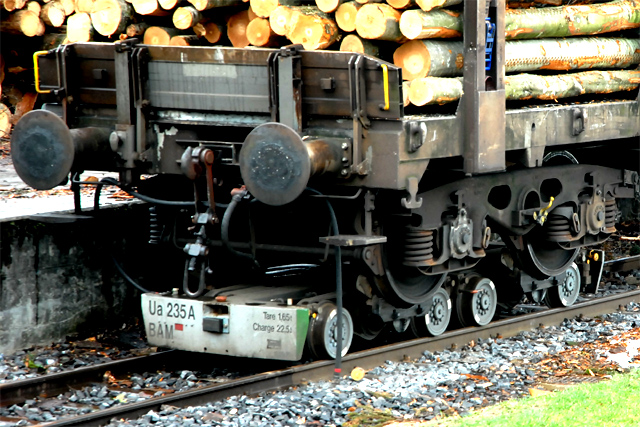
Rolbokken type Ua 235A op 7 februari 2007 te Montricher

de voormalige spoorwegondernemingen Chemin de fer Apples-L'Isle (AL) en Transports de la région Morges–Bière–Cossonay (MBC)